# Peoria Rivermen
Peoria Rivermen byl profesionální americký klub ledního hokeje, který sídlil v Peoria ve státě Illinois. Své domácí zápasy hráli "Řekoplavci" v tamní aréně Quicken Carver Arena. Klub hrál v soutěži od roku 2005, kdy v ní nahradil celek Worcester Ice Cats. Klubové barvy byly královská modř, námořnická modř, zlatá a bílá.
Tým fungoval jako záložní celek mužstva NHL St. Louis Blues. Mužstvo se stejným názvem jako Peoria působilo v letech 1996-2005 v nižší soutěži ECHL a předtím čtrnáct let v zaniklé IHL, která byla konkurencí pro American Hockey League. Za osm let existence v AHL se klub třikrát probojoval do play off, pokaždé byl ale vyřazen v prvním kole. V roce 2013 celek převzalo mužstvo NHL Vancouver Canucks, které se ale rozhodlo klub přestěhovat, takže byla Peoria nahrazena v soutěži týmem Utica Comets.

## Výsledky

### Základní část
Zdroj: 
| Sezona  | Zápasy | Výhry | Prohry | Prohry(pr.) | Prohry(s.n.) | Body | Góly vstřelené | Góly inkasované | Umístění v divizi   |
| ------- | ------ | ----- | ------ | ----------- | ------------ | ---- | -------------- | --------------- | ------------------- |
| 2005/06 | 80     | 46    | 26     | 3           | 5            | 100  | 253            | 226             | 3. v Západní        |
| 2006/07 | 80     | 37    | 33     | 2           | 8            | 84   | 221            | 242             | 5. v Západní        |
| 2007/08 | 80     | 38    | 33     | 4           | 5            | 85   | 247            | 242             | 7. v Západní        |
| 2008/09 | 80     | 43    | 31     | 2           | 4            | 92   | 215            | 211             | 2. v Západní        |
| 2009/10 | 80     | 38    | 33     | 2           | 7            | 85   | 233            | 248             | 5. v Západní        |
| 2010/11 | 80     | 42    | 30     | 3           | 5            | 92   | 223            | 218             | 4. v Západní        |
| 2011/12 | 76     | 39    | 33     | 2           | 2            | 82   | 217            | 207             | 4. ve Středozápadní |
| 2012/13 | 76     | 33    | 35     | 5           | 3            | 74   | 183            | 218             | 5. ve Středozápadní |

### Play-off
Zdroj: 
| Sezona  | 1. kolo                    | 2. kolo                    | Finále konference          | Finále Calder Cupu         |
| ------- | -------------------------- | -------------------------- | -------------------------- | -------------------------- |
| 2005/06 | porážka, 0–4, Houston      | —                          | —                          | —                          |
| 2006/07 | mužstvo se nekvalifikovalo | mužstvo se nekvalifikovalo | mužstvo se nekvalifikovalo | mužstvo se nekvalifikovalo |
| 2007/08 | mužstvo se nekvalifikovalo | mužstvo se nekvalifikovalo | mužstvo se nekvalifikovalo | mužstvo se nekvalifikovalo |
| 2008/09 | porážka, 3-4, Houston      | —                          | —                          | —                          |
| 2009/10 | mužstvo se nekvalifikovalo | mužstvo se nekvalifikovalo | mužstvo se nekvalifikovalo | mužstvo se nekvalifikovalo |
| 2010/11 | porážka, 0-4, Houston      | —                          | —                          | —                          |
| 2011/12 | mužstvo se nekvalifikovalo | mužstvo se nekvalifikovalo | mužstvo se nekvalifikovalo | mužstvo se nekvalifikovalo |
| 2012/13 | mužstvo se nekvalifikovalo | mužstvo se nekvalifikovalo | mužstvo se nekvalifikovalo | mužstvo se nekvalifikovalo |

## Klubové rekordy

### Za sezonu
Góly: 33, Trent Whitfield (2006/07)
Asistence: 49, T.J. Hensick (2011/12)
Body: 78, Trent Whitfield (2006/07)
Trestné minuty: 265, Hans Benson (2007/08)
Čistá konta: 6, Jake Allen (2010/11) a Ben Bishop (2011/12)
Vychytaná vítězství: 25, Jake Allen (2010/11)
Průměr obdržených branek: 2.26, Ben Bishop (2011/12)
Procento úspěšnosti zákroků: .928, Ben Bishop (2011/12)

### Celkové
Góly: 94, Trent Whitfield
Asistence: 145, T.J. Hensick
Body: 233, Trent Whitfield
Trestné minuty: 489, Ryan Reaves
Odehrané zápasy: 284, Chris Porter